# Districte de Dagana
El Districte de Dagana és un dels 20 districtes que formen el regne de Bhutan. La regió està situada a la part central del sud del país, limitant amb els districtes de Chukha i Thimphu a l'oest, Wangdue Phodrang al nord, Tsirang a l'est i Sarpang al sud. És un dels 5 districtes del país que no limita amb cap altre país juntament amb Trongsa, Mongar, Pemagatshel i Tsirang. El districte està format per 13 municipis (anomenats gewogs): Drujeygang, Gesarling, Goshi, Kana, Karmaling, Khebisa, Largyab, LhamoiDzingkha, Nichula, Tashiding, Tseza, Tshangkha i Tshendagang.
Té una superfície de 1.722 km², el 89% de la qual està coberta per boscos i una població de 23.763 habitants, dels quals, 2.243 viuen a la seva capital, Daga o també anomenada Dagana.
Els dos grups ètnics principals de la regió són els ngalops i els lhotshampes. L'agricultura és la principal font d'ingressos dels habitants del dzongkhag. Dos dels principals cultius de la regió són les taronges i l'arròs.
El nom de la regió prové de l'històric Daga Trashiyangtse Dzong, establert l'any 1651 per Zhabdrung Ngawang Namgyel, el primer home que va unificar el país.
Una de les trets principals del districte de Dagana són els 3 megàlits de pedra coneguts com a Do Namkhai Kawl (roca del pilar del cel), Do Kelpai Genthey (roca dels passos antics) i Tha Namkhai Dzong (la fortalesa del cel de la frontera). La llegenda explica que mentre es construïa el Dzong de Daga Trashiyangtse, el megàlit de Tha Namkhai Dzong va emetre missatges per telepatia als constructors indicant que si construïen el Dzong més alt del que l'estaven construint, s'esfondraria. Actualment es diu que l'altura de la cúpula del Dzong està a la mateixa altura que el megàlit. Com en altres regions, Dagana té una gran quantitat de temples i monestirs budistes. Entre els més coneguts destaquen el Shatong Lhakhang, fundat pel mestre budista Dupthob (Siddhi) Shawa Ripa o el Nyindukha Lhakhang, fundat al segle xviii.